# Avispa Music
Avispa (ou Avispa Music) est un label discographique espagnol spécialisé dans le heavy metal. 

## Histoire
Fondée en 1986, Avispa est la plus grande entreprise d'Espagne dans le domaine du heavy metal. À ses débuts, son marché était limité au contexte national, mais il acquiert une reconnaissance et une renommée internationales. Avec plus de cinq cents albums publiés tout au long de leur carrière, ils ont remporté plus de 25 disques d'or parmi les différents groupes qui ont collaboré avec eux. Le label est également basé dans d'autres pays comme le Japon.

## Groupes et artistes
Durant son histoire, Avispa a travaillé avec des groupes et artistes nationaux et internationaux tels que : Angra, Arkania, Avantasia, Axxis, Barón Rojo, Cruachan, Edguy, Europe, Kotipelto, Ktulu, Pyramaze, Rata Blanca, Rob Rock, Saratoga, Sauze, Silver Fist, Stravaganzza, Theatre of Tragedy, U.D.O., WarCry, et White Skull.
La liste est non-exhaustive. 